# Seznam ministrů zahraničních věcí Maďarska

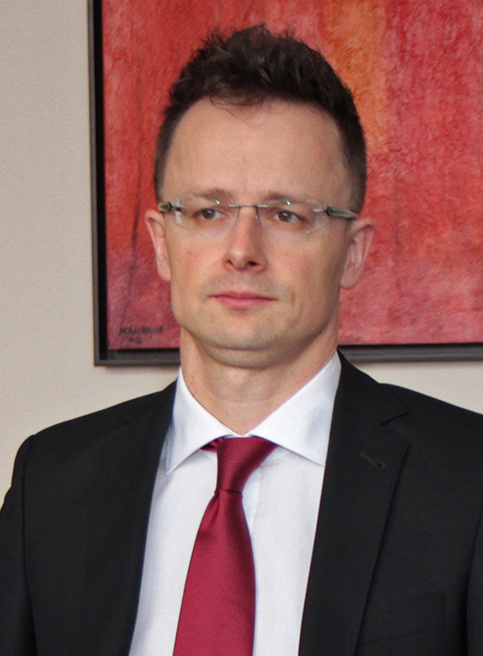
Péter Szijjártó

Seznam ministrů zahraničních věcí Maďarska od 8. května 1849 do současnosti.

## Revoluce 1848-1849
| Jméno            | Od             | Do                | Strana         | Poznámka |
| ---------------- | -------------- | ----------------- | -------------- | -------- |
| Batthyány Kázmér | 8. květen 1849 | 16. červenec 1849 | Ellenzéki Párt |          |

## První Maďarská republika
| Jméno          | Od             | Do              | Strana                                | Poznámka                                                                    |
| -------------- | -------------- | --------------- | ------------------------------------- | --------------------------------------------------------------------------- |
| Mihály Károlyi | 31. říjen 1918 | 19. leden 1919  | Függetlenségi és 48-as (Károlyi) Párt | Dočasně obsazená funkce                                                     |
| Dénes Berinkey | 19. leden 1919 | 24. leden 1919  | Polgári Radikális Párt                | Funkci dočasně převzal předseda vlády                                       |
| Ferenc Harrer  | 24. leden 1919 | 21. březen 1919 | Polgári Radikális Párt                | Mimořádný vyslanec a zplnomocněnec ministra, vedoucí ministerstva zahraničí |

## Maďarská republika rad
| Jméno         | Od              | Do              | Strana                         | Poznámka                                                    |
| ------------- | --------------- | --------------- | ------------------------------ | ----------------------------------------------------------- |
| Béla Kun      | 21. březen 1919 | 3. duben 1919   | MSZDP                          | Lidový komisař pro zahraniční záležitosti (ve frakci MSZDP) |
| József Pogány | 3. duben 1919   | 24. červen 1919 | Magyarországi Szocialista Párt | Lidový komisař pro zahraniční záležitosti (ve frakci MSZDP) |
| Béla Kun      | 24. červen 1919 | 1. srpen 1919   | Magyarországi Szocialista Párt | Lidový komisař pro zahraniční záležitosti (ve frakci MSZDP) |
| Péter Ágoston | 1. srpen 1919   | 7. srpen 1919   | Magyarországi Szocialista Párt | Lidový komisař pro zahraniční záležitosti (ve frakci MSZDP) |

## Maďarské království
- Gábor Tánczos
- Márton Lovászy
- József Somssich
- Sándor Simonyi-Semadam
- Pál Teleki
- Imre Csáky
- Pál Teleki
- Gusztáv Gratz
- Pál Teleki
- Miklós Bánffy
- Géza Daruváry
- István Bethlen
- Tibor Scitovszky
- Lajos Walko
- Gyula Károlyi
- Lajos Walko
- Endre Puky
- Gyula Gömbös
- Kálmán Kánya
- Béla Imrédy
- István Csáky
- Pál Teleki
- László Bárdossy
- Ferenc Keresztes-Fischer
- Miklós Kállay
- Jenő Ghyczy
- Döme Sztójay
- Gusztáv Hennyey
- Gábor Kemény
- János Gyöngyösi

### Nacistický převrat
| Jméno        | Od             | Do              | Strana               | Poznámka              |
| ------------ | -------------- | --------------- | -------------------- | --------------------- |
| Kemény Gábor | 16. říjen 1944 | 28. březen 1945 | Nyilaskeresztes Párt | Vláda národní jednoty |

## Prozatímní vláda a druhá Maďarská republika
| Jméno           | Od                | Do              | Strana | Poznámka                                                                 |
| --------------- | ----------------- | --------------- | ------ | ------------------------------------------------------------------------ |
| János Gyöngyösi | 22. prosinec 1944 | 31. květen 1947 | FKgP   | Do 15. listopadu 1945 ministr zahraničních věcí Prozatímní národní vlády |
| Ernő Mihályfi   | 31. květen 1947   | 24. září 1947   | FKgP   | Dočasně obsazená funkce                                                  |
| Erik Molnár     | 24. září 1947     | 5. srpen 1948   | MKP    |                                                                          |

## Maďarská lidová republika

### Rákosiho éra
| Jméno           | Od                | Do                | Strana    | Poznámka |
| --------------- | ----------------- | ----------------- | --------- | --- |
| László Rajk     | 5. srpen 1948     | 11. červen 1949   | MKP → MDP | Do 10. prosince 1948 prozatímní ministr, poté jmenován oficiálně, od 20. května 1949 opět prozatímní ministr. |
| Gyula Kállai    | 11. červen 1949   | 12. květen 1951   | MDP       | |
| Károly Kiss     | 12. květen 1951   | 14. listopad 1952 | MDP       | |
| Erik Molnár     | 14. listopad 1952 | 4. červenec 1953  | MDP       | |
| János Boldóczki | 4. červenec 1953  | 30. červenec 1956 | MDP       | |
| Imre Horváth    | 30. červenec 1956 | 23. říjen 1956    | MDP       | |

### Povstání 1956
| Jméno        | Od               | Do               | Strana | Poznámka                                         |
| ------------ | ---------------- | ---------------- | ------ | ------------------------------------------------ |
| Imre Horváth | 23. říjen 1956   | 2. listopad 1956 | MDP    | Pokračoval v úřadu od 30. července 1956          |
| Imre Nagy    | 2. listopad 1956 | 4. listopad 1956 | MDP    | Předseda vlády převzal funkci ministra zahraničí |

### Kádárova éra
| Jméno          | Od                | Do                | Strana | Poznámka                                       |
| -------------- | ----------------- | ----------------- | ------ | ---------------------------------------------- |
| Imre Horváth   | 4. listopad 1956  | 2. únor 1958      | MSZMP  | Dva týdny po jeho smrti funkce nebyla obsazena |
| Endre Sík      | 15. únor 1958     | 13. září 1961     | MSZMP  |                                                |
| János Péter    | 13. září 1961     | 14. prosinec 1973 | MSZMP  |                                                |
| Frigyes Puja   | 14. prosinec 1973 | 8. červen 1983    | MSZMP  |                                                |
| Péter Várkonyi | 8. červen 1983    | 10. květen 1989   | MSZMP  |                                                |
| Gyula Horn     | 10. květen 1989   | 23. květen 1990   | MSZMP  |                                                |

## Třetí Maďarská republika
| Jméno            | Od                | Do                | Strana    | Poznámka            |
| ---------------- | ----------------- | ----------------- | --------- | ------------------- |
| Géza Jeszenszky  | 23. květen 1990   | 15. červenec 1994 | MDF       |                     |
| László Kovács    | 15. červenec 1994 | 8. červenec 1994  | MSZP      |                     |
| János Martonyi   | 15. červenec 1994 | 27. květen 2002   | nestraník | Později člen Fidesz |
| László Kovács    | 27. květen 2002   | 30. září 2004     | MSZP      |                     |
| Ferenc Somogyi   | 30. září 2004     | 8. červen 2006    | nestraník |                     |
| Kinga Göncz      | 8. červen 2006    | 16. duben 2009    | nestraník | Později členka MSZP |
| Péter Balázs     | 16. duben 2009    | 29. květen 2010   | nestraník |                     |
| János Martonyi   | 29. květen 2010   | 6. červen 2014    | Fidesz    |                     |
| Tibor Navracsics | 6. červen 2014    | 22. září 2014     | Fidesz    |                     |
| Péter Szijjártó  | 22. září 2014     | současnost        | Fidesz    |                     |